# Tarawera Falls
Die Tarawera Falls sind Wasserfälle im Distrikt Rotorua Lakes der Region Bay of Plenty auf der Nordinsel von Neuseeland.

## Geographie
Die Tarawera Falls befinden sich 3 km nordöstlich des Lake Tarawera und rund 23 km östlich von Rotorua. Sie entspringen einer Felswand, zu der der Tarawera River unterirdisch verläuft und stürzen sich aus unterschiedlichen Felsöffnungen bis zu 65 m in die Tiefe.

## Tarawera Falls Track
Der Wanderweg zu den Tarawera Falls ist nur über Schotter-Straßen von Kawerau im Nordosten und über Rotorua im Westen zugänglich, wobei die Strecke von Kawerau aus über die Waterfall Road die mit Abstand günstigere Verbindung ist. Die Straße verfügt zum Ende hin über einen Parkplatz, von dem aus die Wasserfälle über einen 700 m langen Wanderweg in gut 20 Minuten zu erreichen sind.